# راز شیوا
راز شیوا یک مجموعه تلویزیونی محصول سال ۱۳۸۰ به کارگردانی پرویز حسن‌پور، نویسندگی رضا شریف‌نژاد و تهیه‌کنندگی احمد صمصام شریعت می‌باشد که از شبکه ۳ پخش شد. این مجموعه در ۱۹ قسمت ۴۳ دقیقه‌ای تهیه شد.
راز شیوا داستان امیر مجد است که علاوه برداشتن یک کارخانه رنگسازی، در دانشکده استادیار نیز است و برخی از دانشجویان دانشکده به صورت نیمه وقت در کارخانه او مشغول به کار هستند. شیوا دختر دکتر رفیعی، سال آخر رشته شیمی به همراه فرهاد در حال نوشتن پایان‌نامه خود است. او به منظور تکمیل پروژه پایان‌نامه خود مجبور می‌شود به آزمایشگاه کارخانه برود. امیر مجد به شیوا پیشنهاد مدیریت کارخانه را می‌دهد. از سوی دیگر، پلیس در دانشگاه متوجه توزیع موادمخدر می‌شود و هنگام جستجوی عاملان اصلی، ترکیبات عجیبی در موادمخدر شناسایی می‌شود و…

## بازیگران
- نگار فروزنده
- محمود پاک‌نیت
- چکامه چمن‌ماه
- مینا نوروزی
- آرش مجیدی
- فرهاد مهادیان
- افشین کتابچی
- صبا کمالی
- سیروس تقی‌نژاد
- مهدی فتحی
- کیومرث ملک‌مطیعی
- عباس امیری مقدم
- نگار فروزنده
- رحیم نوروزی
- حامد کلاهداری
- نسرین خسروانی
- کوروش ماهرالنقش